# Estill (Dél-Karolina)
Estill város az USA Dél-Karolina államában, Hampton megyében. Lakosainak száma 1821 fő (2020. április 1.).

## Története
Estill városát John Holbrook Estill ezredesről nevezték el, aki kulcsfontosságú személyiség volt a város megalakulásában. Az 1900-as évek elején egy, a georgiai Augustát Savannah-val összekötő vasútvonal szükségessége egy új útvonal megépítéséhez vezetett, amely később a Seaboard Air Line Railroad nevet kapta. Ennek eredményeként Lawtonville közösségét kitelepítették, és 1905-ben az új várost Estill néven jegyezték be.

## Népesség
A település népességének változása:

| 2010 | 2 040 |
| 2020 | 1 821 |